# Lake Forest Park (Washington)
Lake Forest Park je grad u američkoj saveznoj državi Washington. Prema popisu stanovništva iz 2010. u njemu je živjelo 12.598 stanovnika.